# Lilium papilliferum
Lilium papilliferum (em chinês=乳头百合|ru tou bai he) é uma espécie de planta com flor, pertencente à família Liliaceae.
A planta é nativa das províncias de Shaanxi, Sichuan, Yunnan na República Popular da China.